# Dąbrówka Wielka (województwo pomorskie)
Dąbrówka Wielka (kaszb. Wiôlgô Dãbrowka) – wieś w Polsce położona w województwie pomorskim, w powiecie wejherowskim, w gminie Łęczyce, w sołectwie Rozłazino.
Według danych na dzień 31 grudnia 2006 roku wieś zamieszkuje 41 mieszkańców na powierzchni 13,67 km².

## Położenie
Miejscowość leży 2 km na pn-zach od Jeziora Lubowidzkiego. Najbliżej położonym miastem jest Lębork, wieś znajduje się na wschód od tego miasta. 

Ze względu na bliskość jeziora jak i bliskość lasów wieś częściowo posiada charakter letniskowy z zabudową sezonową.

## Historia
Pomiędzy 1945-1954 miejscowość administracyjnie należała do województwa gdańskiego, powiatu lęborskiego, gminy Rozłazino.

Po zniesieniu gmin i pozostawienie w ich miejscu gromad, w latach 1957-1975 miejscowość administracyjnie należała do województwa gdańskiego, powiatu lęborskiego.

W latach 1975–1998 miejscowość administracyjnie należała do województwa gdańskiego.

Obecnie miejscowość zaliczana jest do ziemi lęborskiej włączonej w skład powiatu wejherowskiego.

## Zabytki
- Dworek z początku XX w. - Obecnie funkcjonuje w nim dom "spokojnej starości"[5].
- Liczne okazy starodrzewia w dworskim parku oraz na terenie wsi.